# Museum Kampa

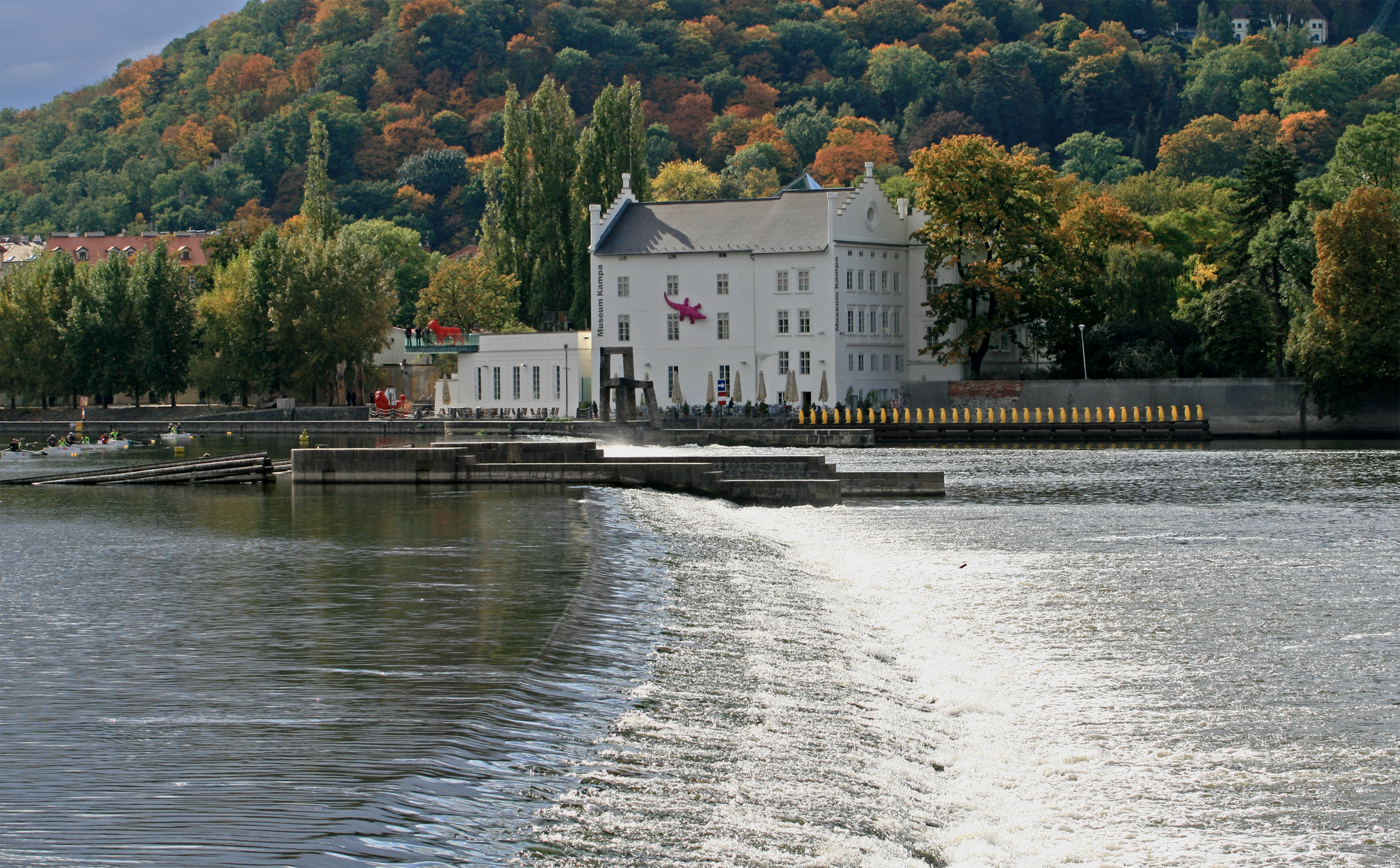
Museum Kampa en de Moldau in 2008

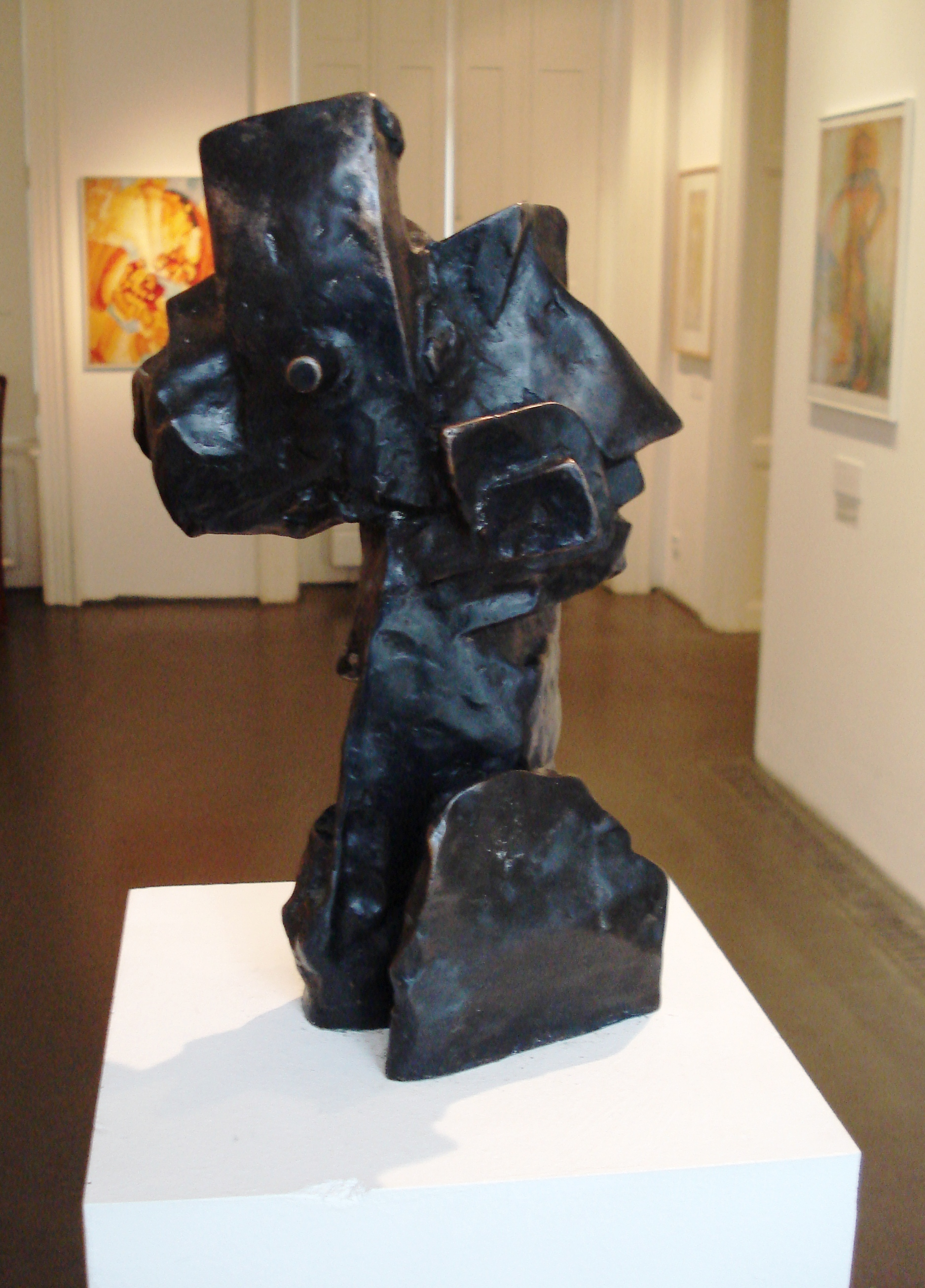
Tête de femme van Otto Gutfreund

Museum Kampa is een museum voor moderne kunst in de Tsjechische hoofdstad Praag.

## Het museum
Het museum is gelegen op het eiland Kampa in de rivier de Moldau, van de wijk Malá Strana gescheiden door het kanaal Čertovka, dicht bij de Karelsbrug. Het museum is in 2003 gesticht door de collectionneurs Jan Mládek en Meda Mládková in de voormalige, in neogotische stijl gebouwde, fabriek Sovovy mlyny (Sova's watermolen), waarvan de oorsprong teruggaat naar 1478. Als herkenningsteken voor het museum werd in de rivier een zes meter hoge stoel geplaatst.

## Collecties

### Jan en Meda Mládek-collectie
Meda Mládková is kunsthistoricus en verzamelaar van klassiek moderne en hedendaagse Europese en Tsjechische kunst. Haar echtgenoot, Jan Mládek die in 1989 overleed, was zakenman. Samen hebben zij, vooral na hun vestiging in Washington D.C. in de zestiger jaren, een indrukwekkende collectie van zo'n duizend werken opgebouwd van Tsjechische en Slovaakse kunstenaars. Tot de verzameling behoren voorts honderden kunstwerken van Polen, Hongaren, Joegoslaven, Russen, Amerikanen, Fransen en Belgen.
Jan en Meda Mládek behoren tot de belangrijkste verzamelaars van werk van de Tsjechische beeldhouwer Otto Gutfreund en de schilder František Kupka.

### Jiří en Běla Kolář-collectie
Jiří Kolář en Běla Kolářova verzamelden werk van Tsjechische collega-kunstenaars. Deze collectie, alsmede eigen werk kwam in 2002 als legaat in eigendom van het museum. Tot de collectie behoort onder andere werk van Alfons Mucha, werk van de kunstenaarsgroep Skupina 42 (Groep 42), diverse avant-garde-bewegingen en werk van internationale kunstenaars als Auguste Rodin, François Morellet, George Macunias en Hans Hartung.

### Jindřich Chalupecký-collectie
De collectie werd samengesteld in 1989 ten behoeve van een expositie in het Nationale Museum in Praag en was oorspronkelijk bestemd voor de verkoop. De collectie is door diverse omstandigheden intact gebleven en werd vanaf 1990 getoond in de Praagse burcht. Het grootste deel van de collectie is uiteindelijk in het Museum Kampa terechtgekomen.

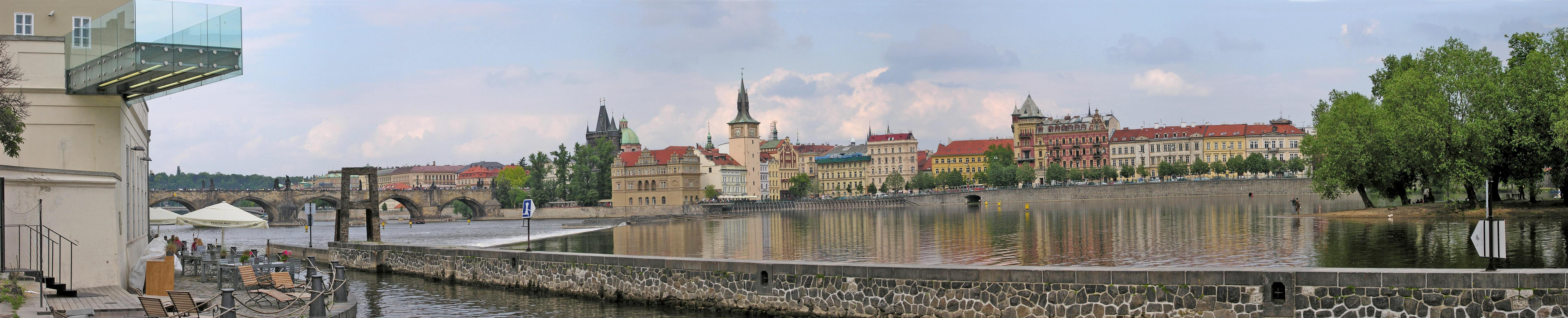
Panoramafoto van de Moldau en de Karelsbrug (links) vanaf het terras van Museum Kampa met in de rivier de sculptuur Židle van Magdalena Jetelová